# 王国の歌
王国の歌 （おうこくのうた、英語: Kingdom Songs） ないしは賛美の歌 （さんびのうた） は、エホバの証人によって用いられる賛美歌である。かつては「御国の歌」（みくにのうた）とも呼ばれていた。2024年現在は 160曲が歌われている。

## 背景
当初、聖書研究者（エホバの証人の1931年までの呼称）は、一般に知られた歌や賛美歌を多く使用していた。以来、彼らの集会で音楽を用いる習慣は多くの発展を重ねてきた。初期には、エホバの証人は有名なメロディーに独自の歌詞を付けたものも用いた（中には、ベートーヴェンやハイドンのような有名な作曲家による曲もあった）。1930年代の終わりに地元の集会で歌う習慣は廃止されたが、1944年に再び導入された。この時以降、歌集全体をエホバの証人に特化したものにするよう、一層の努力が払われるようになった。こうして、今日では曲・歌詞ともに、すべてエホバの証人自身による作品となっている。

### 初期の歌集
1879年、エホバの証人による最初の歌集 『花嫁の歌 (Songs of the Bride)』 が出版された。これは 144曲からなる歌集であった。次いで出版されたのは、1890年の 『千年期黎明の詩と賛美歌 (Poems and Hymns of the Millennial Dawn)』 で、151編の詩と 333曲の歌が収録されていた（そのほとんどは有名な作家の作品）。これに続いたのは 1896年2月1日号の 「ものみの塔 (The Watchtower)」 誌で、エホバの証人の作詞になる 11曲が掲載された。さらに別の歌集が 1900年に出版された。81曲の歌が掲載され、その多くは一人の人物の作品であった。1905年には、1890年に出版された 333曲を収録した、楽譜付きの歌集が発表された。この歌集は英語以外の数ヶ国語でも出版された（主にダイジェスト版で）。1925年 には、特に子どもや若者のための歌集が出版された。この歌集は 『王国の賛美歌 (Kingdom Hymns)』 と呼ばれ、80曲の歌が収録されていた。1928年には、『エホバにささげる賛美の歌 (Songs of Praise to Jehovah)』 と題する歌集が出版された。この歌集には新旧織り交ぜて 337曲が収録された。

### 最近の歌集
1940年代以降に出版された歌集を以下に挙げる:
- 1944年 - 『王国奉仕の歌の本 (Kingdom Service Song Book)』
62曲収録。
- 1950年 - 『エホバに賛美の歌 (Songs to Jehovah's Praise)』
91曲収録。様々な聖書的主題を扱っている （日本語訳、1955年）。
- 1966年 - 『心の調べに合わせて歌う (Singing and Accompanying Yourselves with Music in Your Hearts)』
119曲収録。他教派の賛美歌や、クラシック音楽に由来する曲は削除された[2] （日本語訳、1968年。日本語訳版は1981年頃リニューアルされた。このリニューアル版以前の邦語版の歌集は、紙表紙で歌詞は手書き文字であった）。
- 1984年 - 『エホバに向かって賛美を歌う (Sing Praises to Jehovah)』
225曲収録。1984年に英語版が発表され、その後の数年間に他言語でも出版された （日本語訳は 1984年）。エホバの証人による作曲でないことが判明した 2曲の歌のメロディーが変えられた。[3]また、多くの歌で歌詞に変更が加えられている。
- 2009年 - 『エホバに歌う (Sing to Jehovah)』
135曲収録。そのうち42曲が新曲である。日本語版は歌詞が全曲現代語化された。2014年に新世界訳聖書の2013年英語改訂版（日本語2019年改訂版に相当）に合わせて曲の改訂が発表され、19曲の新曲が追加された。
- 2016年 - 『喜びにあふれてエホバに歌う ("Sing Out Joyfully" to Jehovah)』
2024年現在使用されている歌集。2016年10月のものみの塔聖書冊子協会の年次総会で英語版が発表された（日本語版は2018年[4]）。2024年改訂。160曲収録。新世界訳聖書の2013年英語改訂版（日本語2019年改訂版）に合わせ歌詞が変更され、『エホバに歌う』から3曲削除された。また、曲順や曲の一部が変更された。2024年にオリジナルソング9曲が追加されたが、デジタル版(jw.orgとJW Library)のみの公開で、書籍には追記されない。

## 用いられ方
通常、会衆の集会では三つの歌が歌われる。集会の始まりと終わりにはそれぞれ歌と祈りが捧げられ、また、集会の二つの部を分ける中間の歌が歌われる。歌は、集会のプログラムに合った主題の歌が選曲される。「神の言葉から宝を探す」（注・これに続く「野外奉仕に励む」の開始時には歌を歌わない）・「クリスチャンとして生活する」および「ものみの塔研究」 の始まりの歌は、かならず協会により歌番号が指定され、「神の言葉から宝を探す」および「クリスチャンとして生活する」で用いる歌は 『生活と奉仕 集会ワークブック』に、「ものみの塔研究」 で用いる歌は、研究で用いる号の 「ものみの塔」 誌上に掲載される。なお、「公開講演」の開始前の歌は、通常 講演者自身が、講演の内容を考慮して選曲する。王国の歌はまた、大会やエホバの証人の各国事務所 における行事等でも歌われる。
集会や大会の際は、オーケストラ伴奏曲に併せて斉唱する。地区大会の際には集会前にオーケストラ伴奏に合わせた音楽ビデオが用いられる。王国会館に伴奏用楽器は置かれない。
エホバの証人の結婚式は、（一般的なブライダル・マーチではなく） 結婚に関連した王国の歌を用いる典型的な儀式である。また、エホバの証人の告別式（葬式）でも、適切な王国の歌が歌われることがある。
楽譜上は四部合唱が可能であるが、日本のエホバの証人の集会等では、主旋律のみを歌うのが半ば慣例化している。しかし、アフリカ諸国では混成合唱で唱われるケースが多い。

## 逸話
- 現在の歌集 61番の歌 『証人たちよ、進め!』 は、ナチス・ドイツ時代の一信者エーリヒ・フロスト (Erich Frost) によって、強制収容所内で作曲された。この歌がアメリカにおいて最初に歌われたのは1948年8月1日で、ギレアデ聖書学校 （エホバの証人の宣教者を訓練する学校） 第11期生の合唱隊により、その卒業式で歌われた[6]。
- 現在の歌集 83番の歌 『家から家へ』は、中国に宣教者として派遣され、5年間投獄されたハロルド・キングによって、独房の中で作曲された『戸口から戸口に』という歌を改編したものである。[7]
- エホバの証人の批評家により、「1933年6月25日、エホバの証人のベルリン大会はナチス・ドイツ国歌斉唱で始められた。これはナチスに対する迎合ではないか」、と主張されている[8]。
これに対してエホバの証人側は、「ベルリン大会で歌われたのは 1928年版歌集 64番の歌 『シオンの栄えある希望 (Zions herrliche Hoffnung)』（ドイツ国歌と同じメロディー。ハイドン作曲）で、エホバの証人の歌集には 1905年以来掲載されてきた歌である。そのメロディーが1922年からドイツ国歌に使われたものだ」、と反論している[9]。
- エホバの証人の反論に対し、批評家たちは、「『シオンの栄えある希望』 は、英語版歌集には 1905年以来掲載されているものの、ドイツ語版歌集に初めて掲載されたのは 1928年（メロディーがドイツ国歌になってから 6年後）である」、との再反論をしている[10]。しかし、このドイツ国歌はナチス台頭前から存在し、現在も国歌として使われていることから、エホバの証人側はこうした非難は事実無根であると反論している。[要出典]

## その他の特徴
- 英米の賛美歌集で一般的なチューンネーム（賛美歌#讃美歌の名前を参照）は、初期の歌集では用いられていたが、1944年以降の歌集には用いられていない。同じ韻律の曲で替え歌する習慣は早い時期に廃れたものと考えられている。
- 従来は、歌集中の歌の掲載順序はほぼ、英語版での歌い出し（歌詞初行）のアルファベット順であった[11]。2009年版以降の歌集では、主題別になっている。他言語の版は、全訳が揃っている場合は、英語版での歌番号を踏襲している。
- 英語版においては、1950年以降の歌集では thou（汝）、saith（のたまふ）等の古風な言葉遣いが現代語に改められている。日本語版でも、2009年以降の歌集では、現代語に改められている。
- 初期の歌集ではイエス・キリストに向かって語りかける歌詞の歌も多く見られたが、現在の歌集では廃された。むしろ、エホバに向かって語りかける歌詞の歌が多い。もっとも、イエス・キリストをメインテーマに扱った歌も数曲あり、イエス・キリストが無視されている訳ではない。

## オリジナルソング
JW Broadcastingのマンスリープログラムや地区大会、2024年以降の年次総会で発表される歌。2023年までは地区大会や信者同士の交わりで歌われるだけだったが、2024年に9曲が王国の歌に追加された。

## 参考書籍
- 『エホバの証人 ― 神の王国をふれ告げる人々』 ものみの塔聖書冊子協会、1993年、240頁-241頁。
- 『神の王国は支配している！』 ものみの塔聖書冊子協会、2014年、178頁。

## 関連記事
- 王国会館